# بنيامين ماكنزي
بنيامين ماكنزي (بالإنجليزية: Benjamin McKenzie)‏ مواليد 12 سبتمبر 1978 في أوستن، تكساس، الولايات المتحدة، هو ممثل أمريكي بدأ مسيرته الفنية عام 2000.

## الأعمال
- 88 دقيقة
- ذا أو سي
- غوثام

## وصلات خارجية
- بنيامين ماكنزي على موقع IMDb (الإنجليزية)
- بنيامين ماكنزي على موقع الموسوعة البريطانية (الإنجليزية)
- بنيامين ماكنزي على موقع روتن توميتوز (الإنجليزية)
- بنيامين ماكنزي على موقع ألو سيني (الفرنسية)
- بنيامين ماكنزي على موقع تيرنر كلاسيك موفيز (الإنجليزية)
- بنيامين ماكنزي على موقع أول موفي (الإنجليزية)
- بنيامين ماكنزي على موقع قاعدة بيانات الأفلام السويدية (السويدية)
- بنيامين ماكنزي على موقع إن إن دي بي (الإنجليزية)
- بنيامين ماكنزي على موقع قاعدة بيانات الفيلم (الإنجليزية)
- بنيامين ماكنزي على موقع كينوبويسك (الروسية)